# Ratpenat d'ales falcades cubà
El ratpenat d'ales falcades cubà (Phyllops falcatus) és una espècie de ratpenat que viu a Cuba, les Illes Caiman, la República Dominicana i Haití.

## Subespècies
- Phyllops falcatus falcatus
- Phyllops falcatus haitiensis